# Ulrich Peters
Ulrich Peters, né le 2 juillet 1957 à Augsbourg, en Allemagne de l'Ouest, est un ancien joueur allemand de basket-ball. Il évolue durant sa carrière au poste d'arrière. 

## Palmarès
- Coupe d'Allemagne 1984